# كيم مكدونالد
كيم مكدونالد (1964 - ) (بالإنجليزية: Kim McDonald)‏ هي لاعبة كريكت نيوزلندية. شاركت مع منتخب نيوزيلندا الوطني للكريكت.

## وصلات خارجية
- كيم مكدونالد على موقع إي آس بي آن كريك إنفو (الإنجليزية)